# Oreoneta sepe
Oreoneta sepe är en spindelart som beskrevs av Michael Ilmari Saaristo och Yuri M. Marusik 2004. Oreoneta sepe ingår i släktet Oreoneta och familjen täckvävarspindlar. Inga underarter finns listade i Catalogue of Life.